# 12872 Susiestevens
12872 Susiestevens eller 1998 OZ5 är en asteroid i huvudbältet som upptäcktes den 21 juli 1998 av LINEAR i Socorro County, New Mexico. Den är uppkallad efter Susie Stevens.
Asteroiden har en diameter på ungefär 3 kilometer.